# Lithodesmiales
Ordre
Les Lithodesmiales sont un ordre d'algues de l'embranchement des Bacillariophyta (Diatomées), et de la classe Mediophyceae.

## Liste des taxons de rang inférieur
Liste des familles selon AlgaeBase (17 août 2022) :
- Lithodesmiaceae Round, 1990

## Systématique
Le nom correct complet (avec auteur) de ce taxon est Lithodesmiales Round & R.M.Crawford, 1990.